# Działki Suskowolskie
Działki Suskowolskie (prononciation : [ˈd͡ʑau̯ki suskɔˈvɔlskʲɛ]) est un village polonais de la gmina de Pionki dans le powiat de Radom de la voïvodie de Mazovie dans le centre-est de la Pologne.

## Histoire
De 1975 à 1998, le village appartenait administrativement à la voïvodie de Radom.